# 하이모프로테우스과
하이모프로테우스과(Haemoproteidae)는 정단복합체충문에 속하는 기생 원생생물과의 하나이다.
이 과에 포함되는 종들은 색소를 만들며, 혈액 속에서 무성생활사(asexual cycle)를 갖지 않는다.

## 하위 속
현재 이 과는 3개 속을 인정하고 있다.
- 하이모키스티디움속 (Haemocystidium) Castellani and Willey 1904, emend. Telford 1996
- 하이모프로테우스속 (Haemoproteus) Kruse 1890
- 팔레오하이모프로테우스속  (Paleohaemoproteus) Poinar and Telford 2005